# Сементковский, Томаш Ян

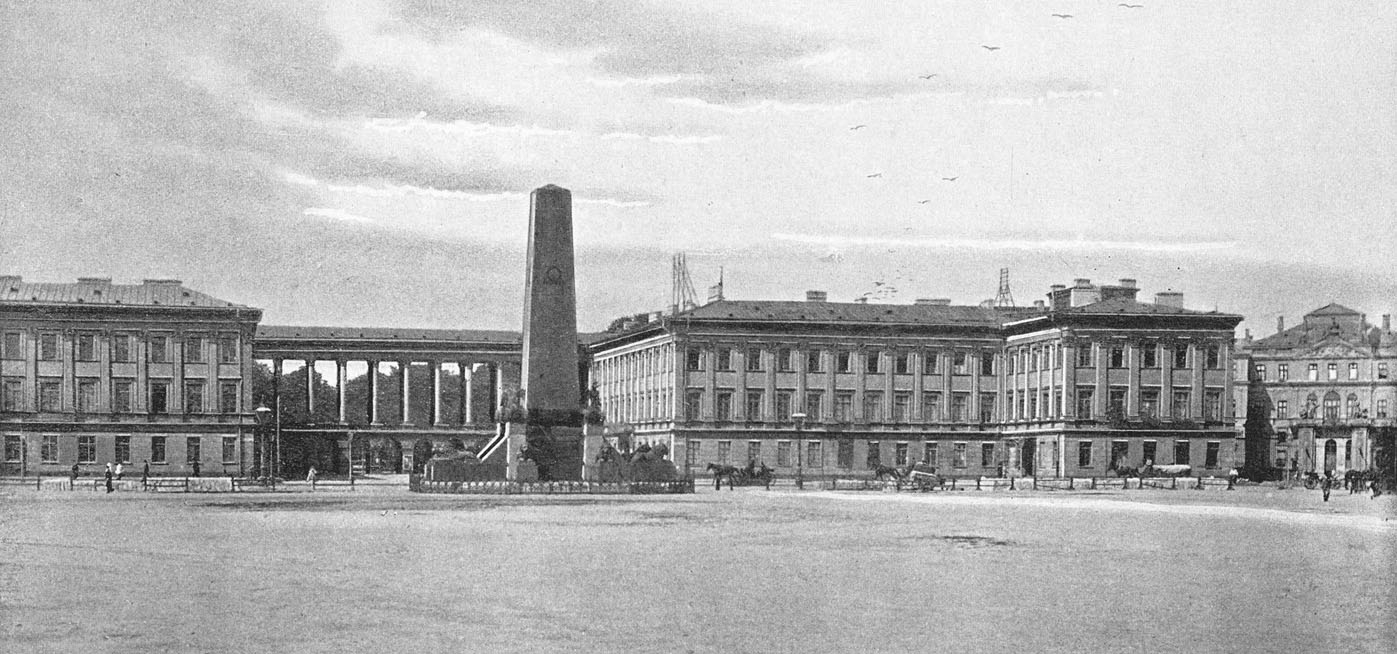
Памятник семи генералам

Томаш Ян Сементковский (пол. Tomasz Jan Siemiątkowski; 1786—1830) — польский военный деятель, бригадный генерал, один из шести генералов-поляков, убитых повстанцами в ходе Ноябрьского восстания за отказ нарушить присягу, данную царю польскому и императору всероссийскому Николаю I.

## Биография
Польский шляхтич герба Ястржембец. В 1806 году вступил в ряды почётного караула, который приветствовал императора Наполеона в Познани, в том же году — подпоручик кавалерийского полка Познанской легии. В феврале 1807 получил чин поручика армии Варшавского герцогства, а в мае, за участие в осаде Данцига в составе наполеоновской армии, стал капитаном. Отличился в битве под Фридландом, за что в 1808 году был награждён орденом Virtuti Militari.
Со своим 5-м полком конных стрелков участвовал в русской кампании 1812—1813 гг. в составе польских подразделений армии Наполеона.
В 1812 отличился в Смоленском сражении. В августе 1812 года стал кавалером ордена Почётного легиона.
После возвращения в герцогство Варшавское получил звание майора.
С августа 1813 года — полковник уланского полка. Участник сражений у Йютербога и Денневице против прусской армии.
В ноябре того же года отличился в бою с войсками Блюхера под Дюбеном, за что получил звание офицера ордена Почётного Легиона.
В битве народов под Лейпцигом получил ранение, но сумел с остатками полка под Седаном прорваться во Францию, где в феврале-марте продолжал сражаться до 1814. Участник последних боёв Наполеона до момента его отречения.
После падения Наполеона вернулся на родину со своим полком в составе корпуса под командованием генерала Винсента Красинского.
Великий князь Константин Павлович принял его в армию Царства Польского, входившего в состав Российской империи. В 1815—1817 был командиром гвардейских конных стрелков. В 1820 назначен в Генеральный штаб. В 1826 году произведен в бригадные генералы, позже стал начальником Генерального штаба. В 1830 году был награждён почётным знаком за 20 лет безупречной службы.
В день восстания, выполняя приказ Великого князя Константина защищать Саксонский дворец, до поздней ночи сдерживал атаки мятежников. В какой-то момент направился на коне в сторону противника для переговоров. После острой перебранки с ними был тяжело ранен выстрелом из ружья. Умер на следующий день.
Похоронен он был на кладбище «Старые Повонзки» в Варшаве.
В память о верных присяге генералах-поляках в 1841 году, через 10 лет после подавления ноябрьского восстания, на одной из варшавских площадей по распоряжению императора Николая I, собственноручно сделавшего наброски будущего обелиска, был сооружен Памятник семи генералам:
- - Маурицию Гауке (пол. Maurycy Hauke),
  - Станиславу Потоцкому (пол. Stanisław Potocki),
  - Йозефу Новицкому (пол. Józef Nowicki),
  - Игнацы Блюмеру (пол. Ignacy Blumer),
  - Станиславу Трембицкому (пол. Stanisław Trębicki),
  - Томашу Яну Семёнтковскому (пол. Tomasz Jan Siemiątkowski)
- полковнику Филипу Нереужу Мецишевскому (пол. Filip Nereusz Meciszewski).

На монументе была высечена надпись: «Полякам, павшим в 1830 году за верность своему Монарху» (пол.  "Polakom poległym w 1830 roku za wierność swemu Monarsze").
Памятник был крайне непопулярен среди горожан, которые считали восставших в 1830 году героями, а погибших от их рук генералов национальными изменниками. После занятия Варшавы во время Первой мировой войны немецкими войсками в апреле 1917 года монумент был разобран жителями Варшавы.